# Epectasis rotundipennis
Epectasis rotundipennis är en skalbaggsart som beskrevs av Stefan von Breuning 1943. Epectasis rotundipennis ingår i släktet Epectasis och familjen långhorningar. Inga underarter finns listade i Catalogue of Life.